# Чемпионат Доминиканской Республики по футболу
Чемпионат Доминиканской Республики по футболу (исп. Liga Dominicana de Fútbol) — первая профессиональная футбольная лига в Доминиканской Республике, разыгрывается с марта 2015 года.

## Формат соревнования
Каждая команда играет 18 матчей в регулярном сезоне, после чего 4 лучших клуба выходят в плей-офф, где и определяется чемпион.

## Чемпионы
| Сезон | Чемпион                   | Победитель регулярного сезона | Финалист         | Лучший бомбардир |
| ----- | ------------------------- | ----------------------------- | ---------------- | ---------------- |
| 2015  | Атлетико Пантоха          | Баухер                        | Атлантико        | Джонатан Фанья   |
| 2016  | Барселона (Санто-Доминго) | Барселона (Санто-Доминго)     | Сибао            | Андерсон Ариас   |
| 2017  | Атлантико                 | Сибао                         | Атлетико Пантоха | Армандо Майта    |